# Hannes Heide
Hannes Heide, né le 17 octobre 1966 à Bad Ischl, est un homme politique autrichien. Membre du Parti social-démocrate d'Autriche (SPÖ), il est député européen depuis 2019.

## Biographie
Il est élu député européen en mai 2019 et réélu en 2024.